# Douaouda
Douaouda (în arabă دواودة) este o comună din provincia Tipaza, Algeria.
Populația comunei este de 22.408 locuitori (2008).